# Martin Lönnebo

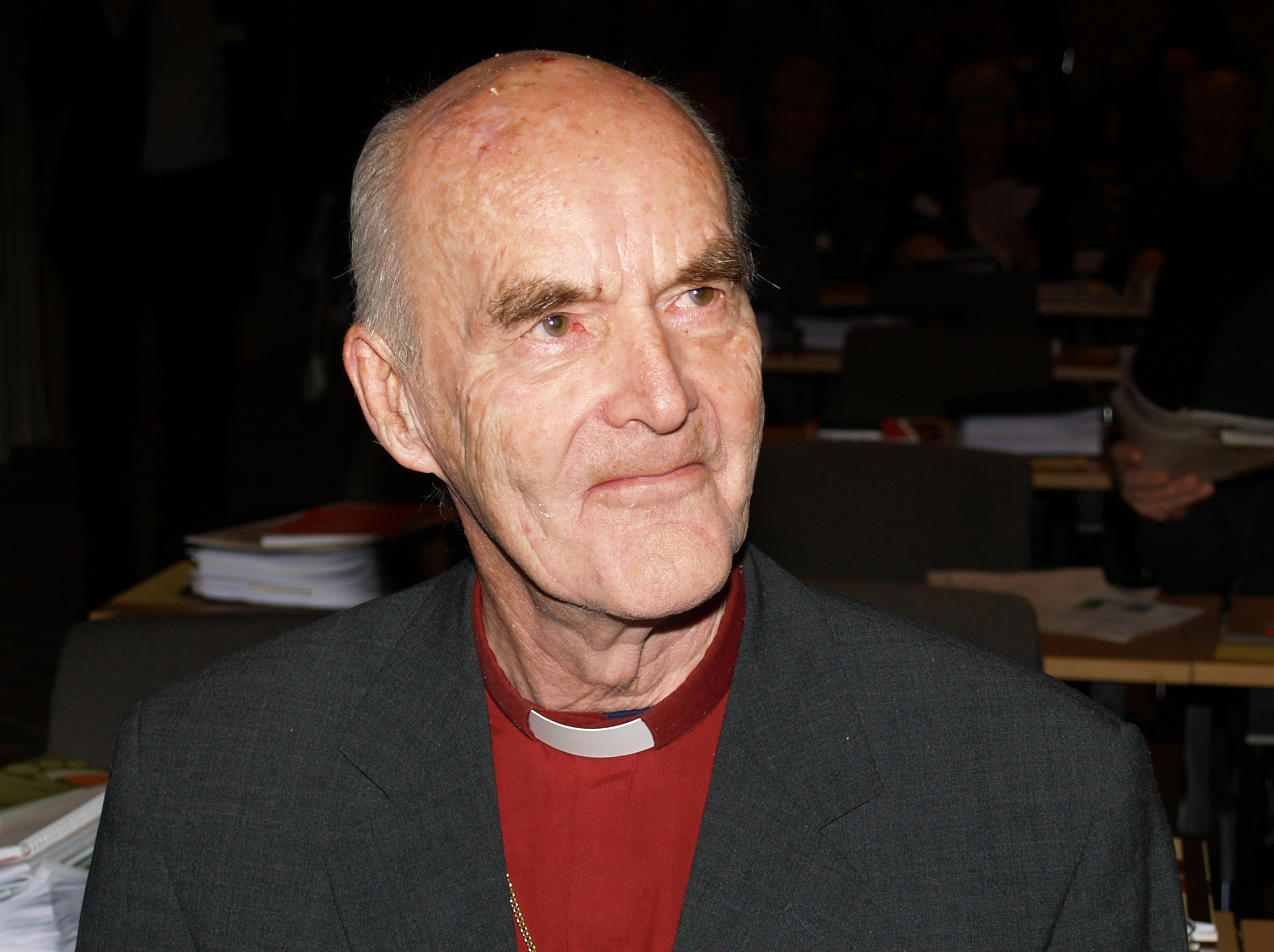
Karl Martin Lönnebo

Karl Martin Lönnebo (* 27. Februar 1930 in Storkågeträsk, Schweden; † 26. April 2023 in Linköping) war ein schwedischer lutherischer Theologe und Geistlicher (zuletzt Bischof von Linköping).
Lönnebo war von 1980 bis 1995 Bischof von Linköping der Evangelisch-Lutherischen Kirche in Schweden. Zuvor war er unter anderem Studentenpfarrer in Uppsala (ab 1968) und Dompropst in Härnösand (ab 1977). 1964 erwarb er mit einer Dissertation über Albert Schweitzer den Grad eines Dr. theol. 1995 zeichnete die Universität Linköping ihn mit der Ehrendoktorwürde aus.
In Deutschland ist Lönnebo vor allem als Urheber der Gebetskette „Perlen des Lebens“ bekannt.

## Schriften (Auswahl)
- 1996: Frälsarkransen: övning i livsmod, livslust, självbesinning och i att leva nära Gud
- 1997: Ikonens spiritualitet
- 2007: Bibelns pärlor